# سیارک ۲۳۳۱
سیارک ۲۳۳۱ (به انگلیسی: 2331 Parvulesco، نامگذاری:1936EA) دو هزار و سیصد و سی و یکمین سیارک کشف شده‌است که در ۱۲ مارس ۱۹۳۶ کشف شد.
قدر مطلق سیارک برابر ۱۲٫۲۰ است.